# Knoten (Chemie)

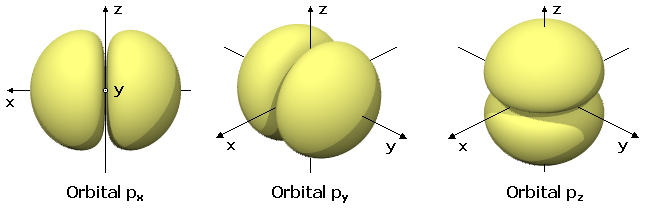
Die drei p-Orbitale (jeweils);
ein (winkelabhängiger) Knoten bzw. eine Knotenfläche
ist z. B. beim py-Orbital die xz-Ebene

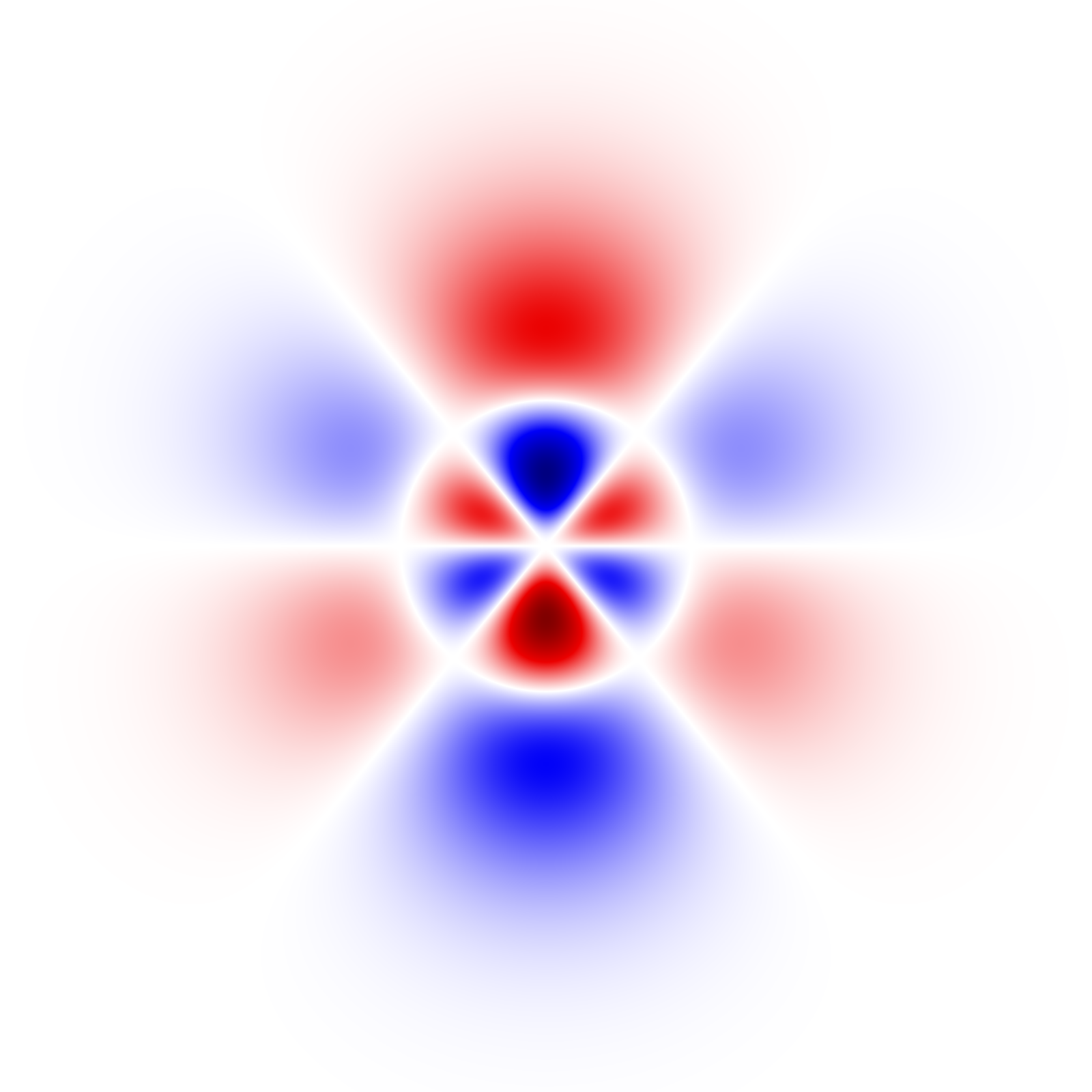
Das -Orbital besitzt Knotenfläche im Radialteil (kreisförmig) und Knotenflächen im Winkelabhängigen Teil (Linien entlang von Kegelflächen).

Unter einem Knoten versteht man in der Quantenchemie eine ebene oder gekrümmte Fläche, an der sich das Vorzeichen einer Wellenfunktion ändert (Nullstelle der Wellenfunktion). Anschaulich entspricht die Umgebung eines Knotens einer geringen Aufenthaltswahrscheinlichkeit für Elektronen.
Atomorbitale weisen stets insgesamt n-1 Knotenflächen auf (n = Hauptquantenzahl). Davon liegen
- l Knoten im winkelabhängigen Teil der Wellenfunktion (Nebenquantenzahl l < n). Diese Knoten verlaufen durch den Atomkern und sind wichtig bei der Ausbildung kovalenter Bindungen.
- die restlichen (n-1)-l = nr Knoten im Radialteil der Wellenfunktion (radiale Quantenzahl nr ≥ 0):

| Orbital | Form                   | Nebenquantenzahl {\displaystyle l\,} = Anz. Knoten im winkelabh. Teil der WF | radiale QZ {\displaystyle n_{r}=(n-1)-l\,} = Anz. Knoten im radiusabh. Teil der WF | kovalente Bindungen |
| ------- | ---------------------- | ---------------------------------------------------------------------------- | ---------------------------------------------------------------------------------- | ------------------- |
| s       | kugelsymmetrisch       | 0                                                                            | {\displaystyle n-1}                                                                | σ                   |
| p       | hantelförmig           | 1                                                                            | {\displaystyle n-2}                                                                | σ, π                |
| d       | gekreuzte Doppelhantel | 2                                                                            | {\displaystyle n-3}                                                                | σ, π, δ             |
| f       | rosettenförmig         | 3                                                                            | {\displaystyle n-4}                                                                | σ, π, δ, φ          |

Anmerkungen:
1. ↑  Ein Beispiel für eine φ-Bindung ist die side-on-Koordination von O2 an UO2+.